# Zoo Turda
De Zoo Turda is een dierentuin in Roemeense Turda.  De zoo werd opgericht in Turda in 1953 en is 2,7 ha groot. De dierentuin is de laatste jaren flink veranderd.
terwijl het eerst van die kleine hokjes waren is het nu veel ruimer voor de dieren.
De dierentuin houdt onder andere de volgende dieren: leeuwen, tijger, poema, fretten, Japanse makaken, bruine beer, Europese wolf. Ook houdt de dierentuin diverse boerderij dieren en vogels. In het terrarium worden een dwergkaaiman, schildpadden en een python gehouden. Vroeger waren in de dierentuin ook lynxen en ezels te zien.  
In 2011 zijn er giraffen en neushoorns bij gekomen.